# STS-61

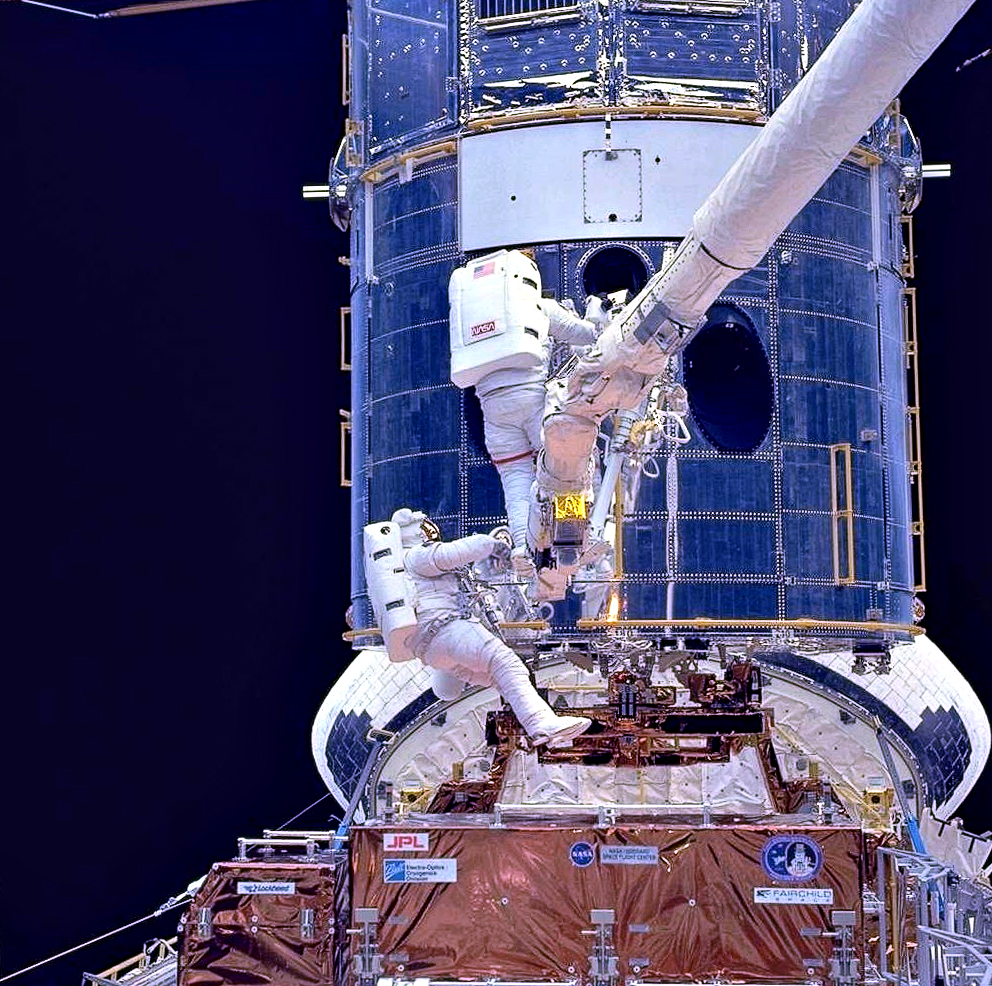
Zespół STS-61 podczas naprawy Kosmicznego Teleskopu Hubble’a

STS-61 – piąta misja wahadłowca kosmicznego Endeavour, pięćdziesiąty dziewiąty lot programu lotów wahadłowców. Była to pierwsza misja związana z serwisem Kosmicznego Teleskopu Hubble’a.

## Załoga
źródło
- Richard O. Covey (4)*, dowódca
- Kenneth Bowersox (2), pilot
- Franklin „Story” Musgrave (5), specjalista misji 4
- Kathryn Thornton (3), specjalista misji 1
- Claude Nicollier (2), specjalista misji 2 (ESA, Szwajcaria)
- Jeffrey „Jeff” Hoffman (4), specjalista misji 3
- Thomas D. Akers (3), specjalista misji 5

*(liczba w nawiasie oznacza liczbę lotów odbytych przez każdego z astronautów)

## Parametry misji
źródło
- Masa:
  - startowa orbitera z ładunkiem: 113 540 kg
  - lądującego orbitera: 95 801 kg
  - ładunku: 8011 kg
- Perygeum: 291 km
- Apogeum: 576 km
- Inklinacja: 28,5°
- Okres orbitalny: 93,3 min

## Cel misji

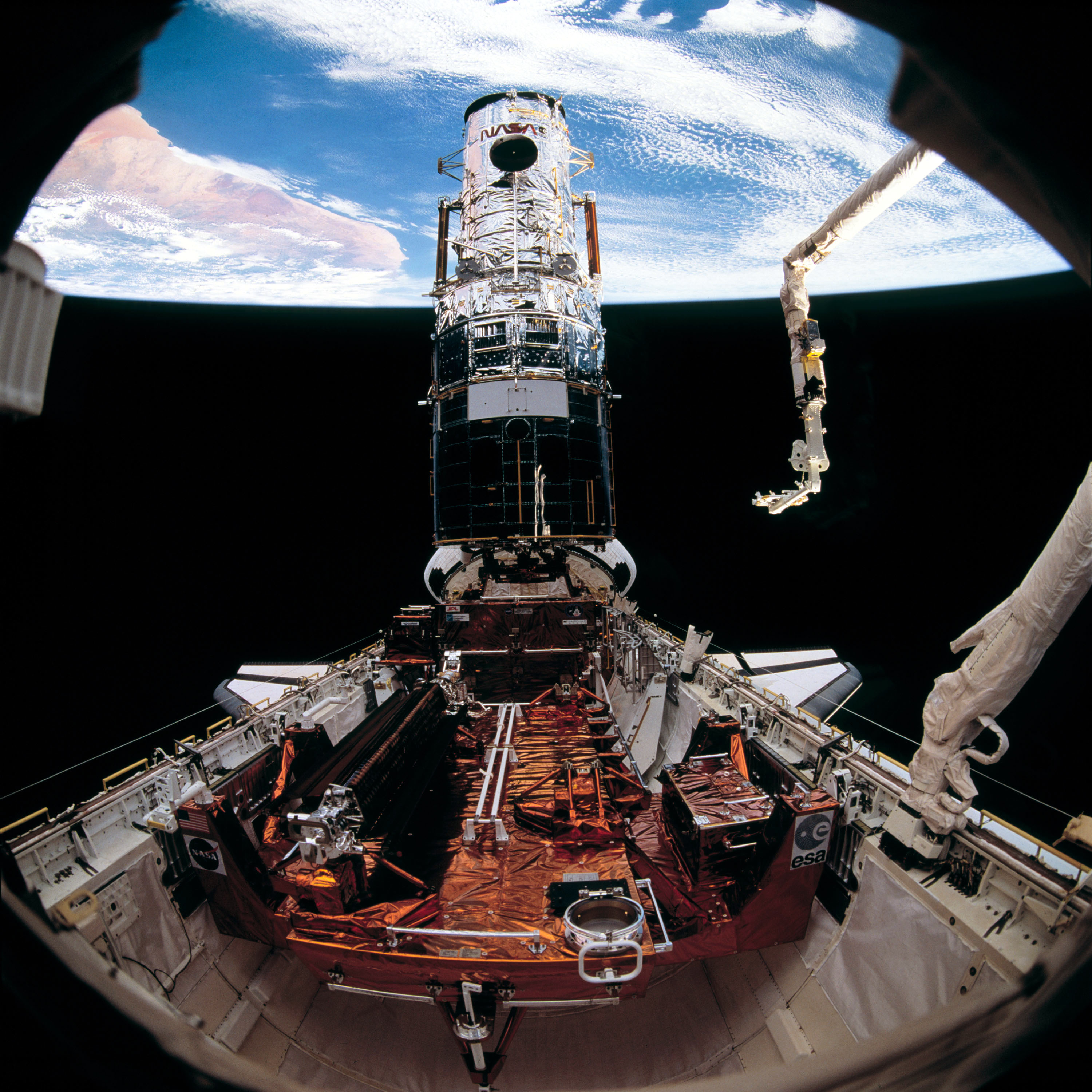
Teleskop Hubble'a po zainstalowaniu nowych paneli słonecznych podczas drugiego spaceru kosmicznego misji STS-61.

Pierwszy lot serwisowy (Servicing Mission 1, SM 1) do Kosmicznego Teleskopu Hubble’a umieszczonego na orbicie w czasie misji Discovery STS-31 (24-29 kwietnia 1990).

4 grudnia 1993 roku teleskop został przechwycony i umieszczony w ładowni wahadłowca. W trakcie misji astronauci zainstalowali m.in. Moduł Korekcyjnej Optyki Osiowej COSTAR korygujący wadę zwierciadła głównego teleskopu (w miejsce wymontowanego Fotometru Dużej Prędkości, HSP), wymienili Kamerę Szerokokątną i Planetarną (WFPC1) na nowocześniejszą WFPC2, wyposażoną w lepszy system optyczny. Dokonali wymiany  paneli baterii słonecznych i elektronicznego systemu sterowania ich położeniem (Solar Array Drive Electronics, SADE), żyroskopów i magnetometrów, koprocesorów komputera systemu kierowania, dwóch jednostek czujników tempa oraz zainstalowali dwa moduły elektronicznej kontroli żyroskopów.

## Spacery kosmiczne
źródło
- Musgrave i Hoffman – EVA 1
  - Początek EVA 1: 5 grudnia 1993 – 03:44 UTC
  - Koniec EVA 1: 5 grudnia – 11:38 UTC
  - Łączny czas trwania: 7 godz, 54 min
- Thornton i Akers – EVA 2
  - Początek EVA 2: 6 grudnia 1993 – 03:29 UTC
  - Koniec EVA 2: 6 grudnia – 10:05 UTC
  - Łączny czas trwania: 6 godz, 36 min
- Musgrave i Hoffman – EVA 3
  - Początek EVA 3: 7 grudnia 1993 – 03:35 UTC
  - Koniec EVA 3: 7 grudnia – 10:22 UTC
  - Łączny czas trwania: 6 godz, 47 min
- Thornton i Akers – EVA 4
  - Początek EVA 4: 8 grudnia 1993 – 03:13 UTC
  - Koniec EVA 4: 8 grudnia – 10:03 UTC
  - Łączny czas trwania: 6 godz, 50 min
- Musgrave i Hoffman – EVA 5
  - Początek EVA 5: 9 grudnia 1993 – 03:30 UTC
  - Koniec EVA 5: 9 grudnia – 10:51 UTC
  - Łączny czas trwania: 7 godz, 21 min